# Green Buffaloes
O Green Buffaloes é um clube de futebol da Zâmbia. Sua sede fica na cidade de Lusaka.

## Títulos
- Campeonato da Zâmbia : 1973, 1974, 1975, 1977, 1979, 1981
- Taça da Zâmbia : 2005
- Zâmbia Challenge Cup : 1975, 1977, 1979, 1981, 1985
- Zâmbia Charity Shield : 2008

## Desempenho em competições da CAF
- Campeonato Africano de Clubes Campeões: 5 aparências

```
       1974: Segunda Rodada
       1975: Quartas de Final
       1976: Quartas de Final
       1978: Quartas de Final
       1982: Quartas de Final
```

- Copa das Confederações da CAF: 4 aparências

```
       2004 - Rodada Intermediária
       2005 - Ronda Preliminar
       2007 - Segunda Rodada
       2008 - Segunda Rodada
```

Taça CAF * Vencedores das Taças: 1 aparência
```
       1983 - Quartas-de-finais
```

- Copa: uma aparência

```
       2003 - Quartas-de-finais
```